# Taku Akahoshi
Taku Akahoshi (født 21. april 1984) er en japansk fodboldspiller.